# Cardat

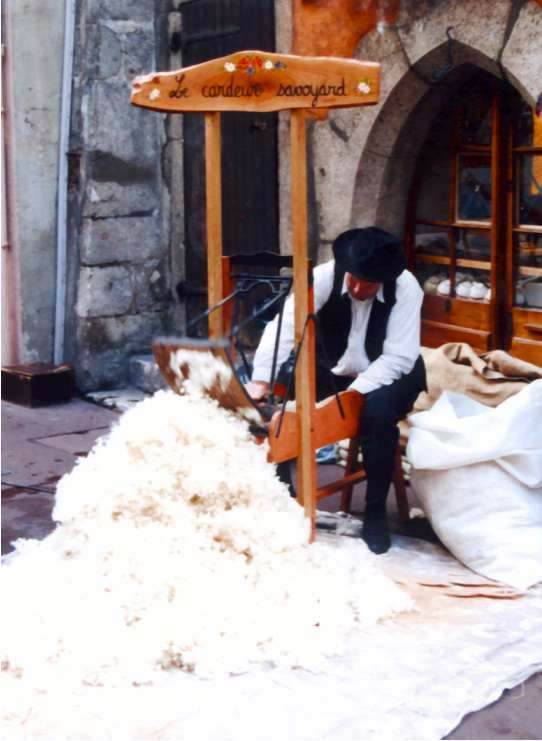
Cardador de llana treballant

El cardat és una operació mecànica que produeix una xarxa contínua de teixit a partir del material cru, històricament duta a terme pels paraires. Això s'aconsegueix fent passar les fibres entre superfícies que es mouen diferencialment cobertes amb teixit cardant. El cardat és un conjunt d'operacions mecàniques que també es fa servir en altres materials com el cotó i el lli per tal de netejar, paral·lelitzar o individualitzar-ne les fibres per a produir finalment una metxa o cinta. Actualment es fa amb màquines cardadores. L'etimologia és del llatí carduus que són els capítols secs d'una planta, el cardó, que s'usava per cardar la llana crua. El cardat també es pot usar per crear mescles de fibres de diferents colors.

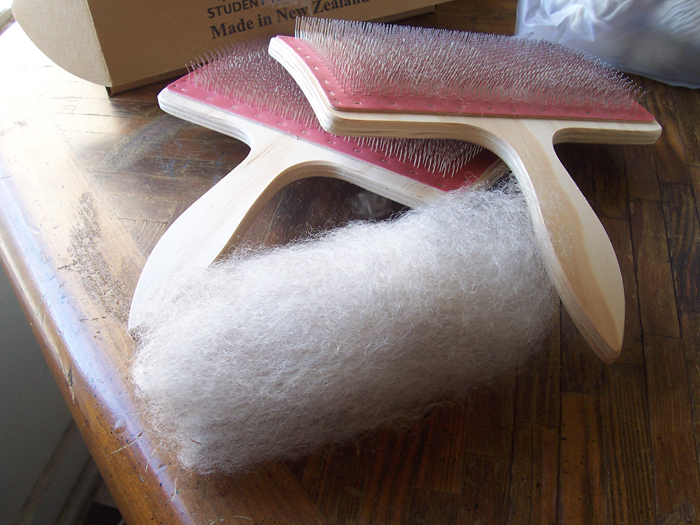
Cardat manual

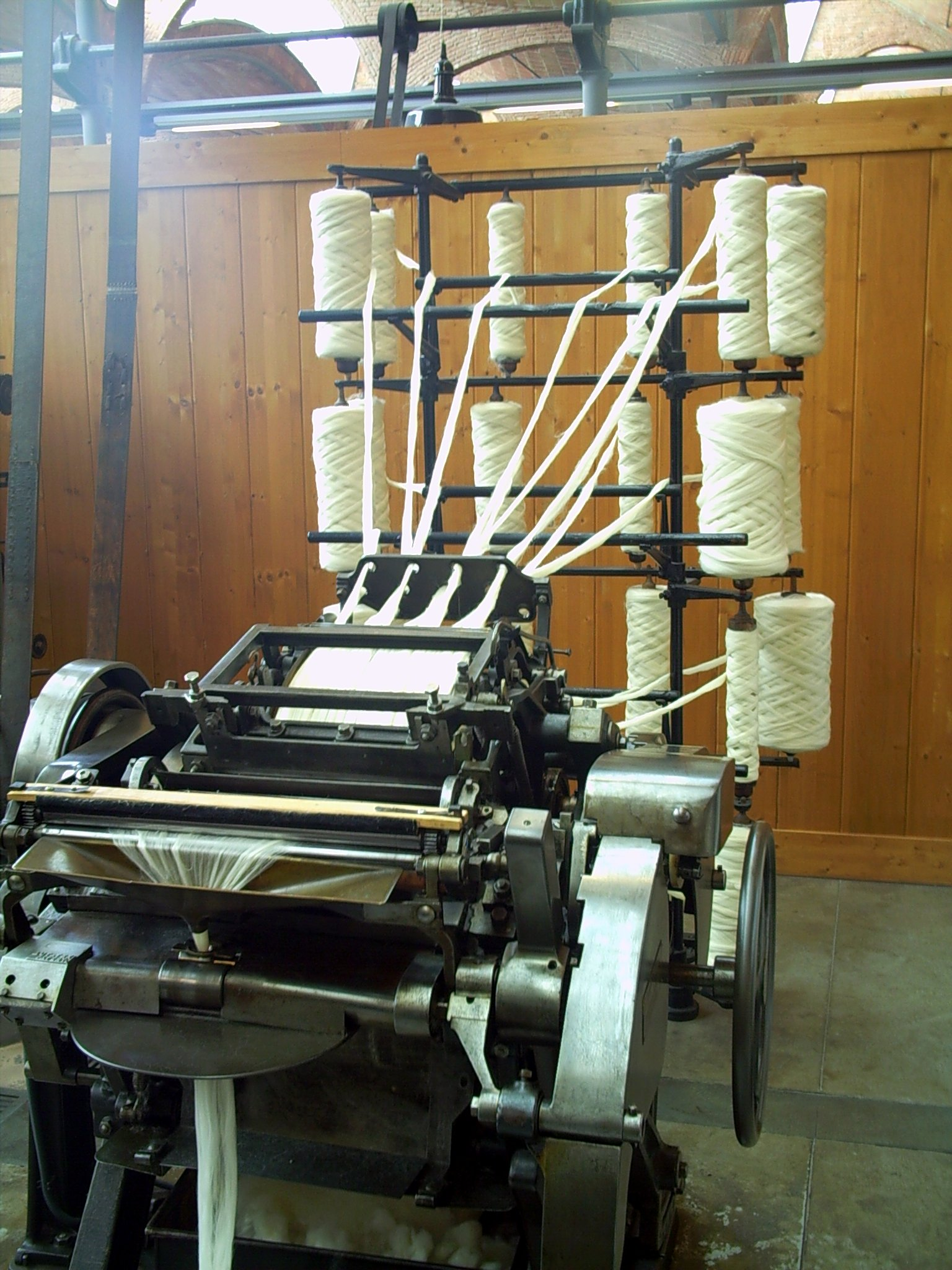
Pentinadora al Museu Tèxtil de Terrassa

El cardat artesanal en procés de desaparició. El cardador de llana era un treballador ubicat en zones de ramaderia que produïen llana, que rentava la llana bruta de les ovelles amb aigua per tal d'eliminar-ne la brutícia i les restes de greix i després es desenredava per a deixar-les preparades per al filat i el seu ús tèxtil. Aquests treballadors usaven instruments tradicionals com cardadors o pintes. Actualment aquest procediment s'ha mecanitzat i cal poca mà d'obra.
També els cardadors eren matalassers que cardaven la llana dels matalassos des fent els matalassos i traient la llana del seu interior.

## Història
L'historiador de la ciència Joseph Needham adscriu la invenció dels instruments de cardar a l'Índia antiga. Les primeres evidències del seu ús són del segle II de la nostra era. Aquests estris s'anomenaven kaman i dhunaki hi actuaven per vibració d'una corda.
A la Corona d'Aragó s'encarregaven del cardat de la llana els paraires.
El 1748 Lewis Paul de Birmingham, inventà la màquina cardadora manual.
Des de la dècada de 1780, les màquines cardadores es van instal·lar a molins del nord d'Anglaterra i del centre de Gal·les.